# Heinrich Hohenner
Heinrich Johann Hohenner (* 7. Dezember 1874 in Wunsiedel; † 29. April 1966 in Darmstadt) war ein deutscher Geodät und Hochschullehrer für Geodäsie.

## Leben
Heinrich Hohenner wurde 1874 als Sohn des Zinngießermeisters Johann Karl Hohenner (1842–1919) und der Katharina Gebhardt (1842–1896) im oberfränkischen Wunsiedel geboren. Er besuchte ab 1890 für zwei Jahre die Industrieschule in Nürnberg und wechselte dann an die TH München. Das Studium der Geodäsie schloss er 1894 mit Diplom ab. Danach arbeitete er beim Messungsamt Wunsiedel. 1896 kehrte er als wissenschaftlicher Assistent an die TH München zurück und legte die Große Staatsprüfung für Vermessungsingenieure ab. Er verfasste zahlreiche Arbeiten für die Königliche Bayrische Kommission für Internationale Erdmessung. 1898 wurde er habilitiert und lehrte er als Privatdozent an der TH München. Zum Sommersemester 1902 folgte er einem Ruf auf ein Extraordinariat an die TH Stuttgart. Von Stuttgart aus promovierte er 1904 zum Dr. Ingenieur. Seine Dissertation trug den Titel Graphisch-mechanische Ausgleichung trigonometrisch eingeschalteter Punkte. Hohenner beschäftigte sich darin und in der Folgezeit besonders mit der Entwicklung und Verbesserung geodätischer Instrumente. Außerdem engagierte er sich bei der Ausbildung von Vermessungsbeamten. Im Jahr 1907 berief ihn die TH Braunschweig zum ordentlichen Professor für Geodäsie. In Braunschweig entstand auch sein Lehrbuch Geodäsie, das 1910 erschien und weite Verbreitung fand.
Im Wintersemester 1910/11 trat er eine ordentliche Professur für Geodäsie an der TH Darmstadt an, wo gerade das Geodätische Institut gegründet worden war. Hier lehrte er fast 55 Jahre lang als ordentlicher Professor für Geodäsie und Leiter des Geodätischen Instituts. Seine Schwerpunkte waren die geodätischen Instrumente. Zu den von ihm (weiter-)entwickelten Geräten zählen u. a. der Hohenner Präzisionsdistanzmesser, das Hohennersche Messmikroskop und das „Kreuzvisier Hensoldt“.
Durch Hohenners Wirken wurde 1921 an der TH Darmstadt ein Vollstudium für Vermessungsingenieure eingerichtet, das bis zum Beginn  des Zweiten Weltkrieges Bestand hatte.
Im Alter von 68 Jahren wurde er 1943 emeritiert. Mangels eines Nachfolgers lehrte er jedoch weiter. Nach der Zerstörung des Instituts im September 1944 beteiligte er sich an dessen Wiederaufbau nach dem Zweiten Weltkrieg. Seine endgültige Emeritierung erfolgte 1949, allerdings lehrte er bis wenige Monate vor seinem Tod weiter. Als sein Nachfolger, Heinrich Kuhlmann, 1953 überraschend verstarb, übernahm er 1953/54 die kommissarische Leitung des Instituts.
Von 1917 bis 1919 war Hohenner Dekan der Allgemeinen Abteilung, von 1919 bis 1920 Dekan der Abteilung Mathematik, Naturwissenschaften und allgemein bildende Fächer der TH Darmstadt.
Heinrich Hohenner starb im April 1966 im Alter von fast 92 Jahren. Er war seit 1902 mit Emilie Oberländer, einer Tochter des Malers Adolf Oberländer, verheiratet.

## Ehrungen
- 1946: Ehrenbürger der Stadt Wunsiedel.
- 1949: Ehrenmitglied der Landesvereinigung Hessen im Deutschen Verein für Vermessungswesen.

In Wunsiedel wurde eine Straße nach Heinrich Hohenner benannt.

## Veröffentlichungen (Auswahl)
- Graphisch-mechanische Ausgleichung trigonometrisch eingeschalteter Punkte. Dissertation, Technische Universität München, München 1904. Betreuer: Max Carl Ludwig Schmidt und Sebastian Finsterwalder.
- Geodäsie. Eine Anleitung zu geodätischen Messungen für Anfänger mit Grundzügen der Hydrometrie und der (astronomischen) Zeit- und Ortsbestimmung. Teubner, Leipzig / Berlin 1910.
- Über die rationelle Vermessung eines Landes. Rede zur Feier des Geburtstages Seiner Königlichen Hoheit des Großherzogs Ernst Ludwig von Hessen und bei Rhein am 25. November 1912 in der Aula der Großherzoglichen Technischen Hochschule zu Darmstadt, gehalten von Heinrich Hohenner. Mit 11 Tafeln. Druck C. F. Winter, Darmstadt 1913.
- Der Hohennersche Präzisionsdistanz-Messer und seine Verbindung mit einem Theodorlit. Einrichtung und Gebrauch von H. Hohenner (= Abhandlungen und Vorträge aus dem Gebiete der Mathematik. 4). Teubner, Leipzig / Berlin 1919.
- F. R. Helmert: Die Ausgleichungsrechnung nach der Methode der kleinsten Quadrate mit Anwendungen auf die Geodäsie, die Physik und die Theorie der Meßinstrumente. Mit einem Anhang besorgt von H. Hohenner. 3. Auflage. Photomechan. Gummidruck-Verfahren. XVIII, Teubner, Leipzig 1924.